# لیندا واگنمیکرز
لیندا واگنمیکرز (به هلندی: Linda Wagenmakers) (زاده ۳۰ نوامبر ۱۹۷۵) خواننده هلندی است.
او در مسابقه آواز یوروویژن ۲۰۰۰ نماینده هلند بود.